# Primaaprilisowe RFC
Primaaprilisowe RFC – w prawie każdy prima aprilis (1 kwietnia) od 1989 roku Internet Engineering Task Force publikuje jeden lub więcej humorystycznych RFC. Pierwszy ukazał się w 1978 roku, a po 11 latach zaczęto regularnie, co roku publikować kolejne, z pominięciem roku 2006, w którym, zamiast humorystycznego RFC, 1 kwietnia opublikowano ogłoszenie na liście mailingowej IETF na temat mianowania Huberta, postaci z Ulicy Sezamkowej, członkiem Internet Architecture Board.
Przed primaaprilisowymi publikowane były również inne humorystyczne RFC. Pierwszy ukazał się w czerwcu 1973 roku, był to RFC 527 zatytułowany ARPAWOCKY, który parodiował wiersz Jabberwocky Lewisa Carrolla. Poniższa lista zawiera również humorystyczne RFC publikowane w dniach innych niż 1 kwietnia.
IETF przyjmuje propozycje poprawnie sformatowanych primaaprilisowych RFC od ogółu społeczeństwa i rozważa ich publikację tego samego roku, jeśli zostały przysłane co najmniej 2 tygodnie przed 1 kwietnia.
Zbiór primaaprilisowych RFC ukazał się w książce The Complete April Fools' Day RFCs.

## Lista primaaprilisowych RFC
| Numer    | Tytuł                                                                                     | Autorzy                                            | Data publikacji  | Uwagi |  |
| -------- | ----------------------------------------------------------------------------------------- | -------------------------------------------------- | ---------------- | --- |  |
| RFC 748  | TELNET Randomly-Lose Option                                                               | Mark Crispin                                       | 1 kwietnia 1978  | Parodia stylu dokumentacji TCP/IP. Ponieważ niektórzy brali ją na poważnie, przez długi czas była specjalnie oznaczona w indeksie RFC: zwróć uwagę na datę wydania.                  |  |
| RFC 1097 | TELNET Subliminal-Message Option                                                          | B. Miller                                          | 1 kwietnia 1989  | |  |
| RFC 1149 | Standard for the transmission of IP datagrams on Avian Carriers                           | David Waitzman                                     | 1 kwietnia 1990  | Zaktualizowane przez RFC 2549 (porównaj poniżej). Zaimplementowany w 2001 roku przez Linux User Group z Bergen.                                                                      |  |
| RFC 1216 | Gigabit Network Economics and Paradigm Shifts                                             | Poorer Richard, Prof. Kynikos                      | 1 kwietnia 1991  | |  |
| RFC 1217 | Memo from the Consortium for Slow Commotion Research (CSCR)                               | Vint Cerf                                          | 1 kwietnia 1991  | |  |
| RFC 1313 | Today's Programming for KRFC AM 1313 Internet Talk Radio                                  | C. Partridge                                       | 1 kwietnia 1992  | Niektóre części tego RFC są zdezaktualizowane, np. przesunięcie Dopplera w czasie lotu Concordem nie jest już problemem, ponieważ samoloty te zostały wycofane z użycia.             |  |
| RFC 1437 | The Extension of MIME Content-Types to a New Medium                                       | Nathaniel Borenstein, M. Linimon                   | 1 kwietnia 1993. | |  |
| RFC 1438 | Internet Engineering Task Force Statements of Boredom (SOBs)                              | A. Lyman Chapin, C. Huitema                        | 1 kwietnia 1993  | |  |
| RFC 1605 | Synchronous Optical Networking to Sonnet Translation                                      | William Shakespeare                                | 1 kwietnia 1994  | |  |
| RFC 1606 | A Historical Perspective on the Usage of IP Version 9                                     | J. Onions                                          | 1 kwietnia 1994  | |  |
| RFC 1607 | A View from the 21st Century                                                              | Vint Cerf                                          | 1 kwietnia 1994  | |  |
| RFC 1776 | The Address Is the Message                                                                | Steve Crocker                                      | 1 kwietnia 1995  | Propozycja nowego formatu datagramu, który składałby się jedynie z adresów odbiorców. Wskazano, że jest to przełom w dziedzinie bezpieczeństwa, choć pominięto analizę tych kwestii. |  |
| RFC 1924 | A Compact Representation of IPv6 Addresses                                                | R. Elz                                             | 1 kwietnia 1996  | Propozycja użycia kodowania base85 do zwartego zapisu adresów IPv6 za pomocą 20 znaków. Mimo daty wydania sugerującej żart, specyfikacja znalazła praktyczne zastosowanie.           |  |
| RFC 1925 | The Twelve Networking Truths                                                              | R. Callon                                          | 1 kwietnia 1996  | |  |
| RFC 1926 | An Experimental Encapsulation of IP Datagrams on Top of ATM                               | J. Eriksson                                        | 1 kwietnia 1996  | |  |
| RFC 1927 | Suggested Additional MIME Types for Associating Documents                                 | C. Rogers                                          | 1 kwietnia 1996  | |  |
| RFC 2100 | The Naming of Hosts                                                                       | J. Ashworth                                        | 1 kwietnia 1997  | |  |
| RFC 2321 | RITA – The Reliable Internetwork Troubleshooting Agent                                    | A. Bressen                                         | 1 kwietnia 1998  | |  |
| RFC 2322 | Management of IP Numbers by peg-dhcp                                                      | K. van den Hout et al                              | 1 kwietnia 1998  | |  |
| RFC 2323 | IETF Identification and Security Guidelines                                               | A. Ramos                                           | 1 kwietnia 1998  | |  |
| RFC 2324 | Hyper Text Coffee Pot Control Protocol (HTCPCP/1.0)                                       | L. Masinter                                        | 1 kwietnia 1998  | |  |
| RFC 2325 | Definitions of Managed Objects for Drip-Type Heated Beverage Hardware Devices using SMIv2 | M. Slavitch                                        | 1 kwietnia 1998  | |  |
| RFC 2549 | IP over Avian Carriers with Quality of Service                                            | D. Waitzman                                        | 1 kwietnia 1999  | Rozszerzenie RFC 1149 opisanego wyżej. |  |
| RFC 2550 | Y10K and Beyond                                                                           | S. Glassman, M. Manasse, J. Mogul                  | 1 kwietnia 1999  | |  |
| RFC 2551 | The Roman Standards Process – Revision III                                                | Scott Bradner                                      | 1 kwietnia 1999  | |  |
| RFC 2795 | The Infinite Monkey Protocol Suite (IMPS)                                                 | S. Christey                                        | 1 kwietnia 2000  | |  |
| RFC 3091 | Pi Digit Generation Protocol                                                              | H. Kennedy                                         | 1 kwietnia 2001  | |  |
| RFC 3092 | Etymology of "Foo"                                                                        | D. Eastlake 3rd, C. Manros, Eric S. Raymond        | 1 kwietnia 2001  | |  |
| RFC 3093 | Firewall Enhancement Protocol (FEP)                                                       | M. Gaynor, Scott Bradner                           | 1 kwietnia 2001  | |  |
| RFC 3251 | Electricity over IP                                                                       | B. Rajagopalan                                     | 1 kwietnia 2002  | |  |
| RFC 3252 | Binary Lexical Octet Ad-hoc Transport                                                     | H. Kennedy                                         | 1 kwietnia 2002  | |  |
| RFC 3514 | The Security Flag in the IPv4 Header (Evil Bit)                                           | Steven M. Bellovin                                 | 1 kwietnia 2003  | |  |
| RFC 3751 | Omniscience Protocol Requirements                                                         | Scott Bradner                                      | 1 kwietnia 2004  | |  |
| RFC 4041 | Requirements for Morality Sections in Routing Area Drafts                                 | Adrian Farrel                                      | 1 kwietnia 2005  | |  |
| RFC 4042 | UTF-9 and UTF-18 Efficient Transformation Formats of Unicode                              | Mark Crispin                                       | 1 kwietnia 2005  | Zawierał kod asemblerowy PDP-10 prawie 22 lata po rezygnacji z tej architektury przez jej producenta.                                                                                |  |
| RFC 4824 | The Transmission of IP Datagrams over the Semaphore Flag Signaling System (SFSS)          | Jogi Hofmueller, Aaron Bachmann, IOhannes zmoelnig | 1 kwietnia 2007  | Zaimplementowany przez autorów w ramach projektu Talking the Fish. |  |
| RFC 5241 | Naming Rights in IETF Protocols                                                           | A. Falk, Scott Bradner                             | 1 kwietnia 2008  | |  |
| RFC 5242 | A Generalized Unified Character Code: Western European and CJK Sections                   | John Klensin, Harald Tveit Alvestrand              | 1 kwietnia 2008  | |  |
| RFC 5513 | IANA Considerations for Three Letter Acronyms                                             | Adrian Farrel                                      | 1 kwietnia 2009  | |  |
| RFC 5514 | IPv6 over Social Networks                                                                 | E. Vyncke                                          | 1 kwietnia 2009  | Zaimplementowany na Facebooku. |  |
| RFC 5841 | TCP Option to Denote Packet Mood                                                          | R. Hay, W. Turkal                                  | 1 kwietnia 2010  | |  |
| RFC 6217 | Regional Broadcast Using an Atmospheric Link Layer.                                       | T. Ritter                                          | 1 kwietnia 2011  | |  |
| RFC 6592 | The Null Packet                                                                           | C. Pignataro                                       | 1 kwietnia 2012  | |  |
| RFC 6593 | Service Undiscovery Using Hide-and-Go-Seek for the Domain Pseudonym System (DPS)          | C. Pignataro, J. Clarke, G. Salgueiro              | 1 kwietnia 2012  | |  |
| RFC 7511 | Scenic Routing for IPv6                                                                   | M. Wilhelm                                         | 1 kwietnia 2015  | |  |
| RFC 7514 | Really Explicit Congestion Notification (RECN)                                            | M. Luckie                                          | 1 kwietnia 2015  | |  |

## Inne humorystyczne RFC
| Numer    | Tytuł                                      | Autorzy           | Data publikacji  | Uwagi                                           |
| -------- | ------------------------------------------ | ----------------- | ---------------- | ----------------------------------------------- |
| RFC 439  | PARRY Encounters the DOCTOR                | V. Cerf           | 21 stycznia 1973 | PARRY spotyka DOKTORA                           |
| RFC 527  | ARPAWOCKY                                  | R. Merryman, UCSD | 22 czerwca 1973  | Parodia wiersza Lewisa Carrolla pt. Jabberwocky |
| RFC 968  | Twas the Night Before Start-up             | V.G. Cerf         | 1 grudnia 1985   |                                                 |
| RFC 1882 | The 12-Days of Technology Before Christmas | B. Hancock        | grudzień 1995    |                                                 |